# Egara

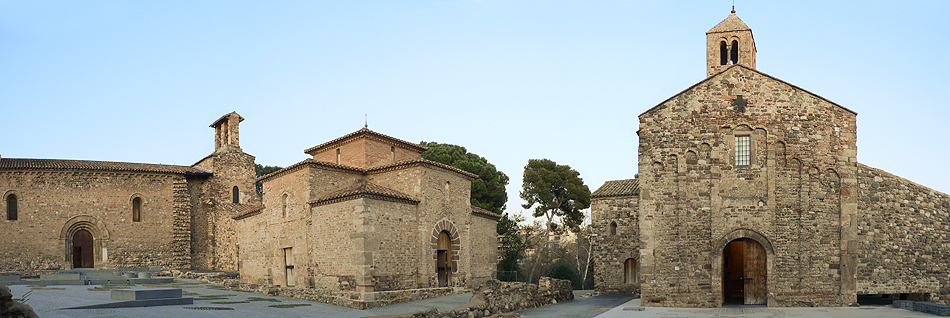
Conjunto episcopal de Egara.

Egara era un municipio (Municipium Flavium Egara) de la Hispania romana que corresponde a la actual ciudad española de Tarrasa, a unos 20 km de Barcelona.

## La Egosa ibérica
Seguramente el municipio Flavio de Egara es la continuación del asentamiento ibérico denominado Egosa, citado por Claudio Ptolomeo en su Geografía, de la cual se han encontrado algunas piezas de cerámica con inscripciones ibéricas en la confluencia de los torrentes de Vallparadís y Monner, en el subsuelo de las iglesias de San Pedro situado en el actual parque de Vallparadís. Asimismo se han encontrado monedas ibéricas fuera del barrio de San Pedro.

## La Egara romana
Durante la romanización de Hispania desarrollada durante los siglos II a. C. y I a. C., se creó una red de vías de comunicación que unían las diferentes ciudades de nueva creación así como las explotaciones rurales denominadas villas, precursoras de las posteriores masías. En cuanto a lo que concierne a los asentamientos de tipo rural, se tiene constancia material o documental de la creación de diversas villas romanas situadas por los alrededores de Tarrasa, concretamente en Can Amat, Aiguacuit, Ca n'Anglada, Can Fatjó, Can Poal, Can Torrella, Las Martinas, San Pedro, Can Jofresa y Can Bosch de Basea. En los dos últimos yacimientos arqueológicos se han llevado a cabo diversos trabajos de excavación.
En cuanto al poblado ibérico de Egosa, parece ser que fue abandonado y sus habitantes se trasladaron al otro lado del torrente de Vallparadís, concretamente en el medio de la actual calle de San Antonio, donde se han encontrado varios objetos y cerámica. Aquí debió fundarse la Egara romana, en la época del emperador Vespasiano (69-79 d. C.).

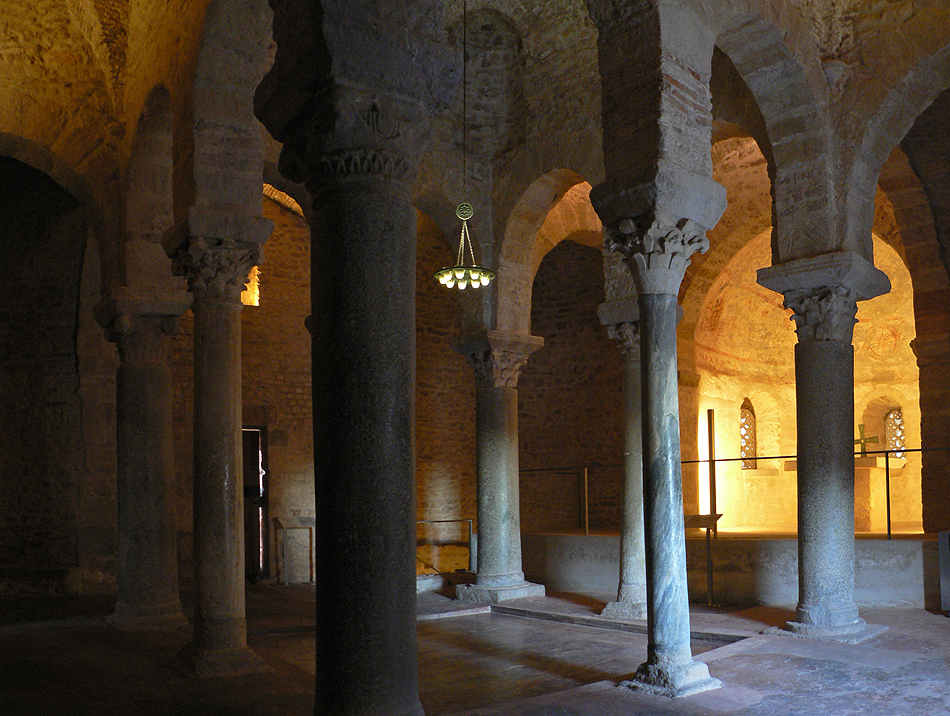
Iglesia de San Miguel de Egara.

Tradicionalmente se creyó que la ciudad romana estaba situada en el lugar en el que hoy se encuentra el conjunto monumental de las iglesias de San Pedro, San Miguel y Santa María, ya que la única información que se tenía sobre la existencia de Égara provenía de dos pedestales epigráficos aprovechados para la construcción de la iglesia de Santa María. En este recinto se encontraron restos de una villa romana y varias fosas, lo que hace pensar que existió, también, una necrópolis.
Asimismo se encontraron más restos de tumbas en la calle de la Font Vella en el centro de la Tarrasa actual, donde posiblemente existió otra necrópolis.
Egara debió ser un municipio importante, que llegó a su máximo esplendor con la creación de la sede episcopal, para lo cual se construyó el conjunto visigótico de las iglesias de San Pedro, y fue decayendo, hasta el abandono progresivo de la ciudad durante el siglo VIII, de forma paralela a la invasión sarracena, trasladándose, la población, a la vecina villa de Tarrasa, centrada en el castillo-palacio de la actual plaza Vella.

## Otros usos del topónimo romano
- Del antiguo topónimo latino Egara, palabra, que parece ser se pronunciaba esdrújula, aunque la pronunciación popular es llana ya que, tradicionalmente, se ha escrito sin acento (la grafía con acento es relativamente reciente), deriva del gentilicio egarense/egarensa, usado conjuntamente con el patrimonial, y más habitual, tarrasense.

- Ègara es, también, el nombre de uno de los actuales barrios de Tarrasa, situado en el sector este de la ciudad, al lado de la riera de las Arenas que, aunque está bastante lejos del antiguo emplazamiento de Ègara, recibe esta denominación para recordar los orígenes romanos de esta ciudad. El barrio se creó alrededor de un grupo de casas, con patio, construidas por la Obra Sindical del Hogar, en 1952.

Dentro del nomenclátor oficial de la ciudad, llevan el topónimo romano:
- La rambla de Egara, (popularmente conocida como La Rambla, sin más), es la arteria principal de la ciudad, que transcurre por el antiguo lecho de la riera del Palau. Separa los barrios del Centro y de la Ca n'Aurell y, durante el franquismo, fue conocida, oficialmente, como Avenida del Caudillo.
- La calle de Egara, en el barrio de San Pedro.
- El paseo del conde de Egara (popularmente El Passeig), en el centro, al extremo del cual se hallan la calle de la Font Vella y la plaza del Doctor Robert.
- El título de conde de Egara le fue concedido, por el rey Alfonso XIII, en 1926, a Alfonso Sala Argemí, industrial y político y presidente de la Mancomunidad de Cataluña durante la dictadura de Primo de Rivera.
- Uno de los clubs de hockey históricos de la ciudad es el Club Egara (sin acento)
- La empresa municipal de transportes de Tarrasa se llama Transportes Municipales de Egara, S.A. (TMESA).